# فيدنسفيل
فيدنسفيل (بالألمانية: Wädenswil) هي بلدية تقع في مقاطعة هورغن الواقعة ضمن كانتون زيورخ في سويسرا. تبلغ مساحتها 17.37 كيلومتر مربع، ويقدر عدد سكانها بـ 21792 نسمة (حسب تعداد ديسمبر 2017).

## المناخ
يظهر الجدول التالي التغييرات المناخية على مدار السنة لفيدنسفيل:
| البيانات المناخية لـفيدنسفيل       | البيانات المناخية لـفيدنسفيل | البيانات المناخية لـفيدنسفيل | البيانات المناخية لـفيدنسفيل | البيانات المناخية لـفيدنسفيل | البيانات المناخية لـفيدنسفيل | البيانات المناخية لـفيدنسفيل | البيانات المناخية لـفيدنسفيل | البيانات المناخية لـفيدنسفيل | البيانات المناخية لـفيدنسفيل | البيانات المناخية لـفيدنسفيل | البيانات المناخية لـفيدنسفيل | البيانات المناخية لـفيدنسفيل | البيانات المناخية لـفيدنسفيل |
| الشهر                              | يناير                        | فبراير                       | مارس                         | أبريل                        | مايو                         | يونيو                        | يوليو                        | أغسطس                        | سبتمبر                       | أكتوبر                       | نوفمبر                       | ديسمبر                       | المعدل السنوي                |
| ---------------------------------- | ---------------------------- | ---------------------------- | ---------------------------- | ---------------------------- | ---------------------------- | ---------------------------- | ---------------------------- | ---------------------------- | ---------------------------- | ---------------------------- | ---------------------------- | ---------------------------- | ---------------------------- |
| متوسط درجة الحرارة الكبرى °م (°ف)  | 2.8 (37.0)                   | 4.5 (40.1)                   | 9.5 (49.1)                   | 13.9 (57.0)                  | 18.7 (65.7)                  | 21.8 (71.2)                  | 24.1 (75.4)                  | 23.3 (73.9)                  | 18.9 (66.0)                  | 13.8 (56.8)                  | 7.3 (45.1)                   | 3.8 (38.8)                   | 13.5 (56.3)                  |
| المتوسط اليومي °م (°ف)             | 0.3 (32.5)                   | 1.2 (34.2)                   | 5.2 (41.4)                   | 9.0 (48.2)                   | 13.6 (56.5)                  | 16.8 (62.2)                  | 19.0 (66.2)                  | 18.3 (64.9)                  | 14.4 (57.9)                  | 10.2 (50.4)                  | 4.6 (40.3)                   | 1.6 (34.9)                   | 9.5 (49.1)                   |
| متوسط درجة الحرارة الصغرى °م (°ف)  | −2.2 (28.0)                  | −1.8 (28.8)                  | 1.4 (34.5)                   | 4.5 (40.1)                   | 8.9 (48.0)                   | 12.1 (53.8)                  | 14.2 (57.6)                  | 13.9 (57.0)                  | 10.6 (51.1)                  | 7.0 (44.6)                   | 2.1 (35.8)                   | −0.8 (30.6)                  | 5.8 (42.4)                   |
| الهطول مم (إنش)                    | 82 (3.2)                     | 77 (3.0)                     | 99 (3.9)                     | 100 (3.9)                    | 135 (5.3)                    | 155 (6.1)                    | 152 (6.0)                    | 164 (6.5)                    | 127 (5.0)                    | 100 (3.9)                    | 98 (3.9)                     | 102 (4.0)                    | 1٬390 (54.7)                 |
| متوسط أيام هطول الأمطار (≥ 1.0 mm) | 10.6                         | 9.9                          | 12.3                         | 11.5                         | 12.9                         | 13.5                         | 12.8                         | 12.4                         | 10.5                         | 10.0                         | 10.7                         | 11.5                         | 138.6                        |
| متوسط الرطوبة النسبية (%)          | 82                           | 77                           | 71                           | 68                           | 69                           | 69                           | 70                           | 73                           | 78                           | 82                           | 83                           | 83                           | 75                           |
| ساعات سطوع الشمس الشهرية           | 52                           | 80                           | 132                          | 163                          | 187                          | 199                          | 224                          | 206                          | 151                          | 104                          | 57                           | 41                           | 1٬595                        |
| المصدر: MeteoSwiss                 |                              |                              |                              |                              |                              |                              |                              |                              |                              |                              |                              |                              |                              |

## أعلام
- الان نيف
- هرمان مولر
- كارين أوت
- مانو
- برونو غانتس
- بول وايلد
- هانس أوير